# Збройні сили Мадагаскару
Народні Збройні сили Мадагаскару — загальна назва збройних сил Мадагаскару. МІСД описує їх склад станом на 2012 рік як сухопутні війська у кількості 12,500+ особового складу, військово-морські сили 500 особового складу та 500 службовців повітряних сил.
Альтернативний звіт (Скоріш за все з даних Всесвітньої книги фактів) описує склад Народних Збройних сил у вигляді Сил втручання, Сил розвитку, Повітряно-морських сил, які є повітряними силами та флотом.